# Anauxesis densepunctata
Anauxesis densepunctata är en skalbaggsart som beskrevs av Stefan von Breuning 1954. Anauxesis densepunctata ingår i släktet Anauxesis och familjen långhorningar.
Artens utbredningsområde är Kenya. Inga underarter finns listade i Catalogue of Life.